# 都戸利津
都戸 利津（みやこ りつ）は、日本の漫画家。2003年、『ザ花とゆめ』（白泉社）に掲載された『晴れた春には花を愛で』でデビュー。2023年、『花ゆめAi』（同）にて『可惜夜行』を連載。

## 来歴
2002年、『晴れた春には花を愛で』が第27回白泉社アテナ新人大賞新人賞を受賞し、『ザ花とゆめ』（白泉社）2003年6月1日号に掲載されてデビューを果たす。
2007年から『別冊花とゆめ』（同）にて神永学の小説『心霊探偵 八雲』のコミカライズ『心霊探偵 八雲〜赤い瞳は知っている〜』を連載。同作が第32回白泉社アテナ新人大賞デビュー優秀者賞を受賞。
2010年8月、『別冊花とゆめ』10月号より異国ロマンがテーマの『燈港メリーローズ』の連載を開始し、2011年12月号で完結。2012年6月、同誌8月号に嘘を判別できる能力を持つ少女と探偵を題材とした『嘘解きレトリック』を掲載し、同年12月号より連載を開始。
2020年2月20日配信の『花ゆめAi』（同）Vol.17より「家族ごっこ」を描いた『ホームドラマしか知らない』の連載を開始。2023年12月、同誌Vol.62より『可惜夜行』の短期集中連載を開始。

## 画風
森薫によると「普通は手のひらの親指のところに線を描く」が、『群青シネマ』において都戸は意思を持って描いておらず、「繊細でやさしくて中性的」に表現している。
編集ライターの藤咲茂によると、『嘘解きレトリック』では「キュートな絵柄」で「洒落た世界観」を描いている。

## 作品リスト

### 漫画作品
- 凡例
  - 〈種〉連載か読切かで2種に大別。
  - 〈収録〉心1：『心霊探偵八雲』第1巻 / 群2：『群青シネマ』第2巻 / 怪：『怪盗かまいたち』 / 未：単行本未収録

|  | 連載作品 |  | 読切作品 |

|    | 作品名                                           | 種   | 発行   | 掲載                                                                         | 収録 | 注記                                  |
| -- | ------------------------------------------------ | ---- | ------ | ---------------------------------------------------------------------------- | ---- | ------------------------------------- |
| 1  | 晴れた春には花を愛で                             | 読切 | 白泉社 | ザ花とゆめ 2003年6月1日号                                                    | 未   |                                       |
| 2  | メール×トモダチ                                  | 読切 | 白泉社 | 別冊花とゆめ 2003年6月1日号                                                  | 心1  |                                       |
| 3  | 大町くんの思い出                                 | 読切 | 白泉社 | 別冊花とゆめ 2005年5月号                                                     | 群2  |                                       |
| 4  | 環状白馬線 車掌の英さん                          | 読切 | 白泉社 | 別冊花とゆめ 2006年11月号 別冊花とゆめ 2008年8月号 別冊花とゆめ 2008年11月号 | —    | 『環状白馬線 車掌の英さん』シリーズ。 |
| 5  | 心霊探偵 八雲〜赤い瞳は知っている〜              | 連載 | 白泉社 | 別冊花とゆめ 2007年5月号 - 2008年3月号                                       | —    | コミカライズ。                        |
| 6  | 怪盗かまいたち 國宗邸事件の真相                  | 読切 | 白泉社 | 別冊花とゆめ 2009年3月号・4月号                                              | 怪   | 『怪盗かまいたち』シリーズ。 前後編。 |
| 7  | 群青シネマ                                       | 連載 | 白泉社 | 別冊花とゆめ 2009年8月号 - 12月号 別冊花とゆめ 2010年3月号 - 6月号           | —    |                                       |
| 8  | 燈港メリーローズ                                 | 連載 | 白泉社 | 別冊花とゆめ 2010年10月号 - 2011年12月号                                     | —    |                                       |
| 9  | 嘘解きレトリック                                 | 読切 | 白泉社 | 別冊花とゆめ 2012年8月号                                                     | —    |                                       |
| 10 | 嘘解きレトリック                                 | 連載 | 白泉社 | 別冊花とゆめ 2012年12月号 - 2018年5月号                                      | —    |                                       |
| 11 | 『怪盗かまいたち』『嘘解きレトリック』コラボ漫画 | 読切 | 白泉社 | 別冊花とゆめ 2014年7月号別冊付録 『都戸利津 昭和ロマネスク読本』             | 未   |                                       |
| 12 | 初恋の肖像                                       | 読切 | 白泉社 | 別冊花とゆめ 2017年12月号                                                    | 怪   | 12年ぶりの新作読切。                  |
| 13 | イレギュラー・ケース〜怪盗かまいたちの失敗〜     | 読切 | 白泉社 | 別冊花とゆめ 2018年7月号                                                     | 怪   |                                       |
| 14 | ホームドラマしか知らない                         | 連載 | 白泉社 | 花ゆめAi Vol.17 - Vol.37                                                     | —    |                                       |
| 15 | 可惜夜行                                         | 連載 | 白泉社 | 花ゆめAi Vol.62 - Vol.64                                                     | 未   | 短期集中連載。                        |

### 書籍
- 凡例
  - 〈レーベル〉HC：花とゆめコミックス / HCS：花とゆめコミックススペシャル

|  | 長編 |  | 単巻・短編集 |

|   | 書名                                | 出版社 | レーベル | 発行年          | 判型 | 巻数   | 注記                 |
| - | ----------------------------------- | ------ | -------- | --------------- | ---- | ------ | -------------------- |
| 1 | 心霊探偵 八雲〜赤い瞳は知っている〜 | 白泉社 | HCS      | 2007年 - 2008年 | 小B6 | 全2巻  |                      |
| 2 | 環状白馬線 車掌の英さん             | 白泉社 | HCS      | 2009年          | 小B6 | 全1巻  | [ 17 ]               |
| 3 | 群青シネマ                          | 白泉社 | HC       | 2010年          | 新書 | 全2巻  |                      |
| 4 | 燈港メリーローズ                    | 白泉社 | HCS      | 2011年 - 2012年 | 小B6 | 全3巻  | [ 18 ] [ 19 ] [ 20 ] |
| 5 | 嘘解きレトリック                    | 白泉社 | HC       | 2013年 - 2018年 | 新書 | 全10巻 |                      |
| 6 | 怪盗かまいたち                      | 白泉社 | HCS      | 2018年          | 小B6 | 全1巻  | [ 21 ]               |
| 7 | ホームドラマしか知らない            | 白泉社 | HCS      | 2020年 - 2022年 | 小B6 | 全3巻  | [ 22 ] [ 23 ] [ 24 ] |

### その他
- つながれ!!想い。がんばろう。日本!!（読売新聞朝刊2011年5月11日付、白泉社見開き全面カラー広告[25]） - イラスト[25]
- 『花とゆめ』の思い出を語るメッセージ・マンガ（『別冊花とゆめ』2014年10月号別冊付録『花ゆめメモリーコミック』[26]）